# Avenue de Bouvines
L'avenue de Bouvines est une voie du 11e arrondissement de Paris, en France.

## Situation et accès

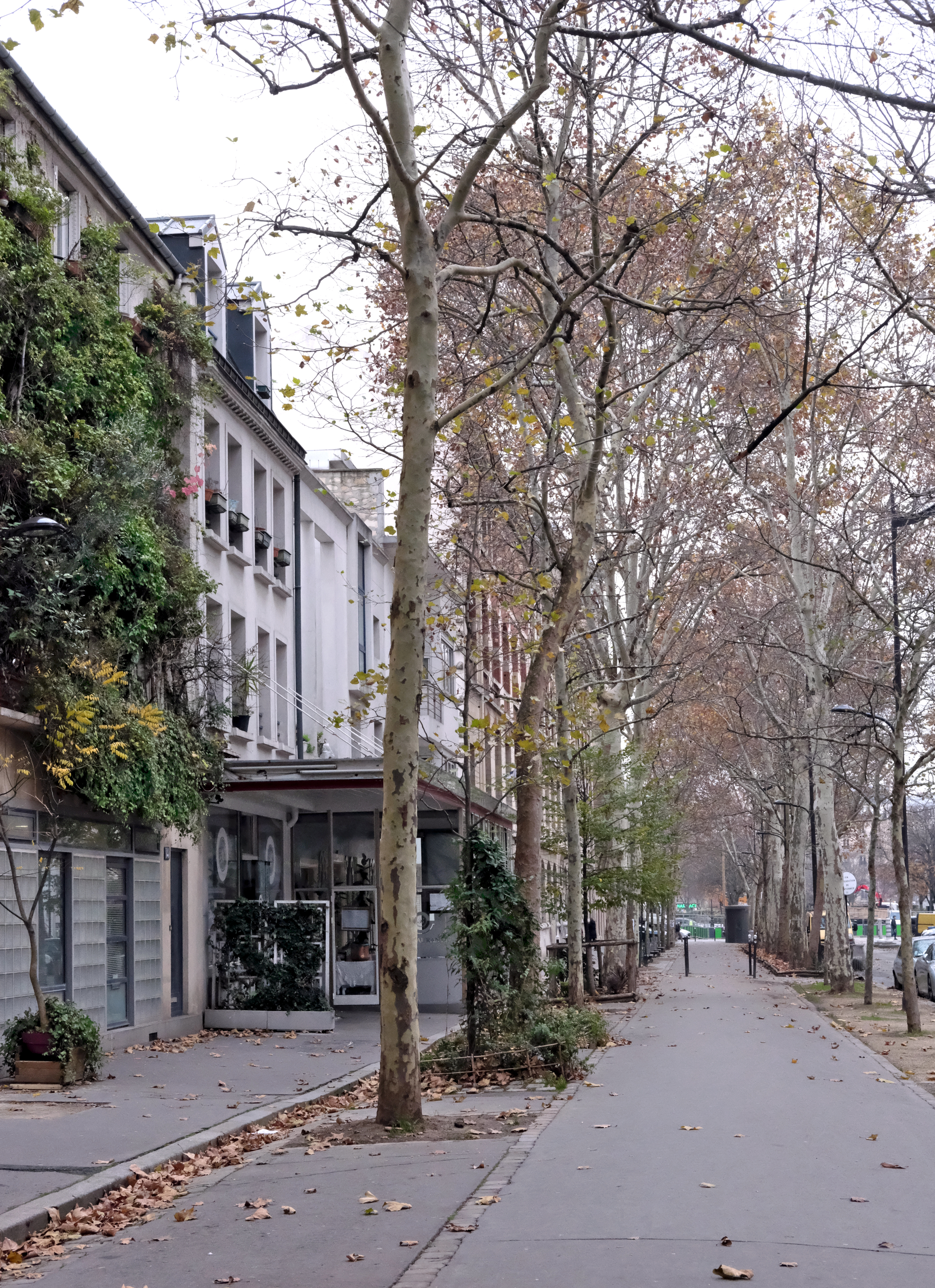
Côté oriental de l'avenue.

L'avenue de Bouvines est une voie publique située dans le 11e arrondissement de Paris. Elle débute au 9, place de la Nation et se termine au 100, rue de Montreuil.
Elle est assez courte, ne faisant que 155 mètres de long. La majeure partie de son côté est, portant les numéros pairs, est occupée par une école maternelle et une école primaire.

## Origine du nom
Son nom fait référence à la bataille de Bouvines.

## Historique
Elle a été formée vers 1780, sous le nom d'« avenue des Ormeaux » en raison de l'essence des arbres dont elle était bordée. 
Elle prend le nom d'« avenue de Bouvines » le 24 août 1864 en mémoire de la bataille de Bouvines remportée en 1214 par Philippe Auguste dont une statue se dresse sur une des colonnes de la barrière du Trône située à proximité.

## Bâtiments remarquables et lieux de mémoire
- No 12 : Dominique Leca, chef de la bande des Orteaux et un des acteurs de l'affaire de Casque d'Or[2], y naît en 1874.